# The World Is a Beautiful Place and I Am No Longer Afraid to Die
The World Is a Beautiful Place and I Am No Longer Afraid to Die ist eine 2009 gegründete US-amerikanische Emo-Band aus Willimantic (Connecticut). Die Band steht (Stand März 2015) bei Epitaph und Topshelf Records unter Vertrag. Sie gilt als eine der wichtigsten Vertreter der neu aufkommenden Welle des Emocore.

## Geschichte
The World Is a Beautiful Place and I Am No Longer Afraid to Die wurde im Herbst 2009 in Willimantic (Connecticut) gegründet.
Bisher veröffentlichte die Band eine Demo (2010), die zwei EPs Formlessness und Josh Is Dead, eine Split-EP mit Deer Leap (erschien unter dem Titel Are Here to Help You) und das Album Whenever, If Ever. Letzteres wurde am 18. Juli 2013 über Topshelf Records weltweit veröffentlicht. Bei Topshelf Records standen beziehungsweise stehen auch Defeater, Pianos Become the Teeth und Touché Amoré unter Vertrag.
Whenever, If Ever stieg auf Platz 196 in den offiziellen US-Charts ein.
Im März 2013 spielte die Gruppe acht Konzerte mit Finch. Ein Auftritt fand in Toronto in Kanada statt. Direkt im Anschluss spielte die Gruppe eine Konzertreise durch die Vereinigten Staaten, die bis Mitte April andauerte. Eine 4-Way-Split-EP mit Tigers Jaw, Code Orange Kids und Self Defense Family erschien ebenfalls 2013.
Für den April 2014 plante die Band erstmals eine Tournee in Europa. Am 18. Dezember 2013 wurden die Konzerttermine für diese Tournee bekanntgegeben. Die Auftritte fanden in Deutschland, Norwegen, Frankreich, Belgien, Italien, im Vereinigten Königreich, Österreich, der Slowakei und in Schweden statt. Als Vorband wurde Empire! Empire! (I Was a Lonely Estate) bestätigt. Im Oktober 2014 erschien mit Between Bodies eine EP über dem Label Broken World Media.
Am 23. März 2015 gab die Gruppe bekannt bei Epitaph Records einen Plattenvertrag unterschrieben zu haben. Zudem wurde angekündigt, dass sich die Musiker am gleichen Tag in die Silver Bullet Studios in Burlington begeben haben, um das zweite Album aufzunehmen. Dieses wurde am 25. September 2015 unter dem Titel Harmlessness veröffentlicht.
Am 24. Juli 2015 erschien zudem eine 7" mit zwei Titeln unter dem Namen Death To New Years über Topshelf Records.

## Musik
The World Is a Beautiful Place and I Am No Longer Afraid to Die spielen eine experimentelle und atmosphärische Variante des Emo. Die Musik ist in den orchestralen Parts mancher Stücke mit Sigur Rós vergleichbar. Die Band wird als eine der wichtigsten Vertreter der neu aufkommenden Welle des Emo beschrieben. Dan Bogosian vertritt die Meinung, dass sich die Band vom Post-Rock der 90er-Jahre und vom Emo der ersten Generation inspirieren lasse. Auch sind leichte Einflüsse aus dem Post-Hardcore in wenigen Liedern zu finden.

## Diskografie

### EPs
- 2010: Formlessness (Topshelf Records)
- 2010: Josh Is Dead (Topshelf Records)
- 2014: Between Bodies (Broken World Media)
- 2015: Death to New Years (Topshelf Records)
- 2016: Long Live Happy Birthday (Topshelf)
- 2016: Formlessness  (Topshelf)

### Split-CDs
- 2011: Are Here to Help You (mit Deer Leap)
- 2013: 4-Way-Split mit Tigers Jaw, Code Orange Kids und Self Defense Family
- 2014: Sundae Bloody Sundae (mit Kittyhawk, Rozwell Kid, Two Knights)
- 2015: Fourteen Minute Mile (mit Rozwell Kid)
- 2016: Sorority Noise/The World Is a Beautiful Place and I Am No Longer Afraid to Die (mit Sorority Noise)

### Alben
- 2013: Whenever, If Ever (Topshelf Records)
- 2015: Harmlessness (Epitaph Records)
- 2017: Always Foreign (Epitaph Records)
- 2021: Illusory Walls (Epitaph Records)